# Iglesia de Tuvalu
La Iglesia Cristiana de Tuvalu (en tuvaluano: Te Ekalesia Kelisiano Tuvalu) es la iglesia nacional de Tuvalu. Lo profesan el 97% de los 12.000 habitantes de la nación.
El origen de esta iglesia ocurre cuando en 1861, un diácono de la Iglesia congregacional de Manihiki, Islas Cook, llamado Elekana, obtuvo el permiso para evangelizar Tuvalu. Elekana fue entrenado en una escuela de la London Missionary Society en Samoa antes de fundar la Iglesia de Tuvalu. En 1969, la iglesia se segrega de la London Missionary Society y comienza a enviar misioneros a los inmigrantes tuvaluanos en Fiyi, Nueva Zelanda, Hawái, Australia y los Islas Marshall.
La iglesia tiene una doctrina calvinista y una organización congregacional. Dado que es la iglesia establecida de facto en el país, la Iglesia de Tuvalu tiene una fuerte influencia en la vida social, cultural y política.
Es miembro de la Alianza Reformada Mundial, el Consejo Mundial de Iglesias, de la Conferencia de Iglesias del Pacífico, entre otras.
La iglesia publica un boletín en idioma inglés y tuvaluano y opera una escuela en la capital.